# انابورانو ایفاسی
انابورانو ایفاسی (به لاتین: Anaborano Ifasy) یک منطقهٔ مسکونی در ماداگاسکار است که در دیانا (ماداگاسکار) واقع شده‌است.

## خصوصیات
انابورانو ایفاسی ۲۴٬۸۵۲ نفر جمعیت دارد و ۳۷۰ متر بالاتر از سطح دریا واقع شده‌است.